# Albin Vidović
Albin Vidović (Zagreb, 11 de febrero de 1943 - Bjelovar, Croacia, 8 de marzo de 2018) fue un jugador de balonmano yugoslavo. Fue habitual en la Selección de balonmano de Yugoslavia, con la que ganó  la medalla de oro en los Juegos Olímpicos de Múnich 1972, entre otras medallas.

## Palmarés
RK Bjelovar
- Liga de balonmano de Yugoslavia (7): 1961, 1967, 1968, 1970, 1971, 1972
- Copa de balonmano de Yugoslavia (7): 1968
- Liga de Campeones de la EHF (1): 1972